# Lars Rösti
 Lars Rösti, né le 19 janvier 1998 à St-Stephan (dans le canton de Berne), est un skieur alpin suisse spécialisé dans les disciplines de vitesse.

## Biographie
En 2018 il prend la 3e place des championnats du monde juniors de descente à Davos. En mars, il est vice-champion de Suisse de super G à Garmisch.
En février 2019 à Val di Fassa il est sacré champion du monde juniors de descente . En mars, il obtient ses premiers points en Coupe du monde, en prenant une belle 15e place dans la descente de Soldeu.
En janvier 2021, il remporte sa première victoire en Coupe d'Europe dans le super G de Zinal. En mars, il devient Champion de Suisse de Super G à Anniviers/Zinal.
En janvier 2022, il remporte les 2 descentes de Coupe d'Europe de Tarvisio. Il termine à la 2de place de classement de la coupe d'Europe de descente, derrière son compatriote Ralph Weber.
En 2023-2024, il remporte deux nouvelles victoires en coupe d'Europe de descente, à Tarvisio et à Verbier. Il termine la saison à la seconde place du classement général de la coupe d'Europe de descente, avec son ticket nominatif pour participer aux épreuves de coupe du monde de la spécialité la saison suivante.
Le 20 décembre 2024, il obtient son premier top-10 en coupe du monde avec une belle 8e place dans le super G de Val Gardena. En janvier, il est obtient une nouvelle 8e place dans la descente de Wengen. Il termine sa saison à la 21e place du classement de la coupe du monde descente.

## Palmarès

### Championnats du monde juniors
| Épreuve / Édition          | Descente | Super G | Slalom géant | Slalom | Combiné | Team event |
| Mondiaux 2017 Åre          | 34e      | 14e     | -            | -      | 10e     | -          |
| Mondiaux 2018 Davos        | Bronze   | Abandon | -            | -      | Abandon | -          |
| Mondiaux 2019 Val di Fassa | Or       | 5e      | -            | -      | 23e     | -          |

### Coupe du Monde
- Première course : 2 mars 2019, descente de Kvitfjell, 31ème
- Premier top-30 : 13 mars 2019, descente de Soldeu, 15ème
- Meilleur résultat : 8e, super G de Val Gardena, 20 décembre 2024
- Meilleur classement général : 61e en 2025
- Meilleur classement de descente : 21e en 2025

| Saison / Épreuve | Saison / Épreuve | Général | Général | Descente | Descente | Super G | Super G | Géant  | Géant  | Slalom | Slalom | Combiné | Combiné |
| ---------------- | ---------------- | ------- | ------- | -------- | -------- | ------- | ------- | ------ | ------ | ------ | ------ | ------- | ------- |
| Saison / Épreuve | Saison / Épreuve | Class.  | Points  | Class.   | Points   | Class.  | Points  | Class. | Points | Class. | Points | Class.  | Points  |
| 2019             | 2019             | 124e    | 16      | 44e      | 16       | -       | -       | -      | -      | -      | -      | -       | -       |
| 2020             | 2020             | 154e    | 5       | 55e      | 5        | -       | -       | -      | -      | -      | -      | -       | -       |
| 2021             | 2021             | -       | -       | -        | -        | -       | -       | -      | -      | -      | -      | -       | -       |
| 2022             | 2022             | 144e    | 7       | 51e      | 7        | -       | -       | -      | -      | -      | -      | -       | -       |
| 2023             | 2023             | 142e    | 11      | 50e      | 11       | -       | -       | -      | -      | -      | -      | -       | -       |
| 2024             | 2024             | 128e    | 9       | 52e      | 7        | 60e     | 2       | -      | -      | -      | -      | -       | -       |
| 2025             | 2025             | 61e     | 131     | 21e      | 99       | 34e     | 32      | -      | -      | -      | -      | -       | -       |

### Coupe d'Europe
- Première course : 6 janvier 2017, Super G de Wengen, 58ème
- Premier top-30 : 22 février 2017, descente de Sarntal, 30ème
- Premier top-10 et premier podium : 21 janvier 2019, descente de Kitzbühel, 3ème
- Première victoire : 18 janvier 2021, Super G de Zinal
- Meilleur classement général : 9e en 2021
- Meilleur classement de la descente : 2e en 2022 et 2024
- 26 top-10 dont 8 podiums et 5 victoires (1 Super G et 4 descentes)

| Saison / Épreuve | Saison / Épreuve | Général | Général | Descente | Descente | Super G | Super G | Géant  | Géant  | Slalom | Slalom | Combiné | Combiné |
| ---------------- | ---------------- | ------- | ------- | -------- | -------- | ------- | ------- | ------ | ------ | ------ | ------ | ------- | ------- |
| Saison / Épreuve | Saison / Épreuve | Class.  | Points  | Class.   | Points   | Class.  | Points  | Class. | Points | Class. | Points | Class.  | Points  |
| 2017             | 2017             | 150e    | 31      | 47e      | 17       | -       | -       | -      | -      | -      | -      | 39e     | 14      |
| 2018             | 2018             | 98e     | 78      | 34e      | 53       | 49e     | 11      | -      | -      | -      | -      | 30e     | 14      |
| 2019             | 2019             | 19e     | 330     | 6e       | 209      | 24e     | 75      | -      | -      | -      | -      | 12e     | 46      |
| 2020             | 2020             | 67e     | 130     | 10e      | 130      | -       | -       | -      | -      | -      | -      | -       | -       |
| 2021             | 2021             | 9e      | 360     | 8e       | 147      | 6e      | 213     | -      | -      | -      | -      | -       | -       |
| 2022             | 2022             | 10e     | 360     | 2e       | 353      | 66e     | 7       | -      | -      | -      | -      | -       | -       |
| 2023             | 2023             | 56e     | 155     | 20e      | 96       | 32e     | 59      | -      | -      | -      | -      | -       | -       |
| 2024             | 2024             | 17e     | 389     | 2e       | 340      | 27e     | 49      | -      | -      | -      | -      | -       | -       |

### Championnats de Suisse
Champion de Super G 2021
 Vice-champion de Super G 2018